# 福岡市道博多駅草ヶ江線
福岡市道博多駅草ヶ江線（ふくおかしどうはかたえきくさがえせん）は、福岡市博多区博多駅中央街を通る国道385号の音羽（）交差点から西に向かって、福岡市の都心部とされる同区博多駅の周辺地区や中央区の薬院を通り抜け、丘陵地の桜坂などを経由して、中央区の六本松、草香江などを通る福岡市道大濠東油山線の草香江交差点に至る全長4,667.48メートルの市道（幹線一級市町村道）である。

## 概要
この道路は、博多駅周辺、天神などからなる「都心部」及び西新等からなる「西の副都心」などの主要な拠点の間を東西に結ぶネットワークの一部を形成している。
この路線には3つの福岡市道路愛称がつけられた区間があり、音羽交差点から博多駅前三丁目交差点までの区間は筑紫通り（）の一部（西端）にあたり、博多駅前三丁目交差点から渡辺通一丁目交差点までの区間は住吉通り（）の一部（博多駅の西側部分を除く大部分）にあたり、渡辺通一丁目交差点から草香江交差点までは城南線（）の一部（東側約6割の部分）にあたる。

道路の写真
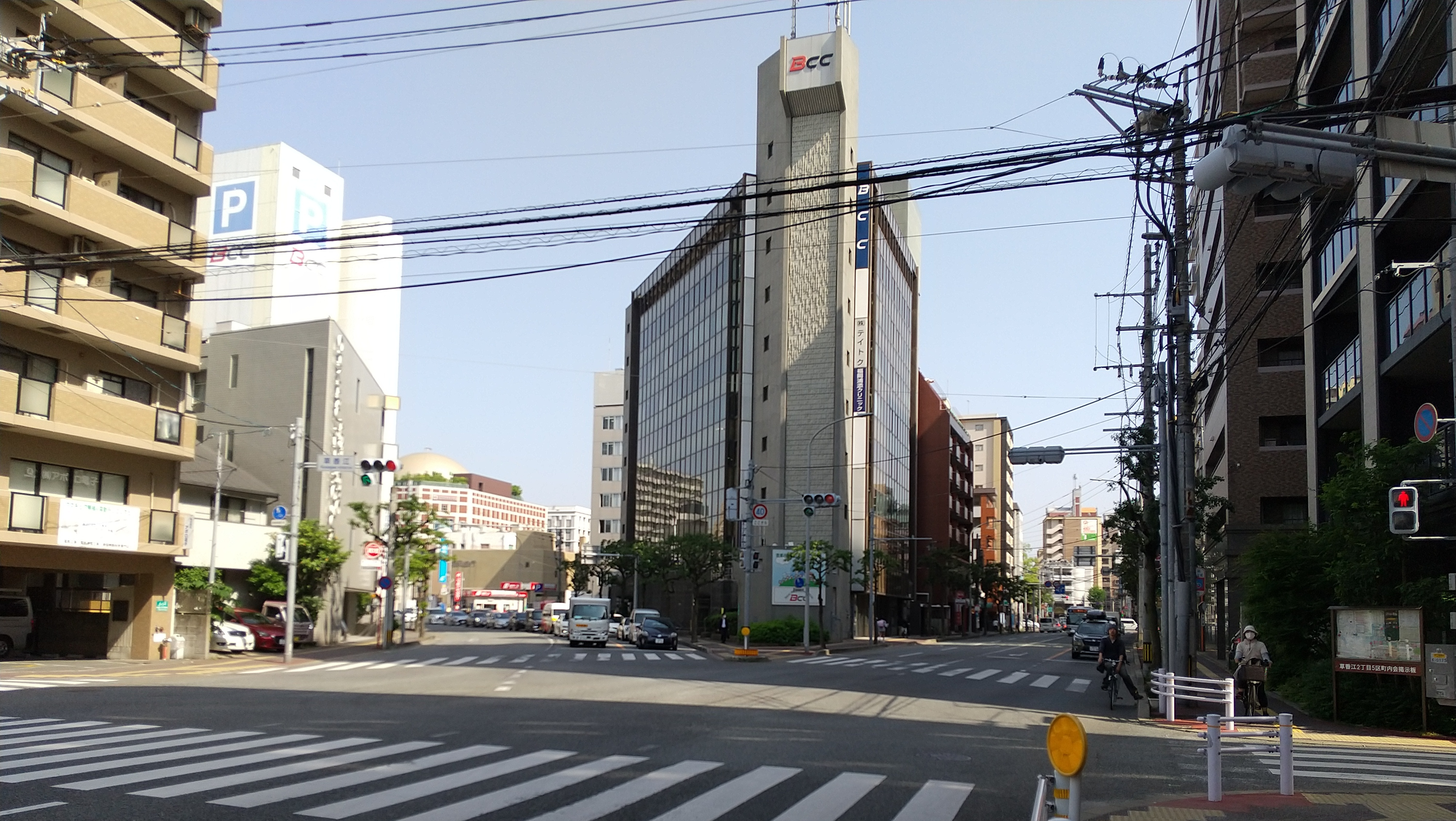
終点（草香江交差点）

## 接続する主な通り
| 交差する道路                                   | 市町村名 | 市町村名 | 交差する場所 | 交差する場所                   |
| ---------------------------------------------- | -------- | -------- | ------------ | ------------------------------ |
| 国道385号（竹下通り）                          | 福岡市   | 博多区   | 博多駅中央街 | 音羽交差点、起点               |
| 博多駅五十川線（竹下通り）                     | 福岡市   | 博多区   | 博多駅中央街 | 音羽交差点、起点               |
| 福岡市道博多駅春日原2号線（筑紫通り）          | 福岡市   | 博多区   | 博多駅中央街 | 音羽交差点、起点               |
| 福岡市道博多駅前線（住吉通り）                 | 福岡市   | 博多区   | 博多駅中央街 | 博多駅前三丁目交差点           |
| 福岡市道御供所井尻3号線                        | 福岡市   | 博多区   | 住吉四丁目   | 博多駅前四丁目交差点           |
| 福岡県道553号東光寺竹下春吉線                  | 福岡市   | 博多区   | 住吉四丁目   | 住吉交差点、住吉小学校前交差点 |
| 福岡県道602号後野福岡線（渡辺通り、日赤通り）  | 福岡市   | 中央区   | 高砂一丁目   | 渡辺通一丁目交差点             |
| 福岡市道舞鶴薬院線                             | 福岡市   | 中央区   | 薬院三丁目   | 城東橋交差点                   |
| 福岡県道31号福岡筑紫野線（大正通り、高宮通り） | 福岡市   | 中央区   | 薬院四丁目   | 薬院大通交差点                 |
| 福岡市道薬院南公園線（浄水通り）               | 福岡市   | 中央区   | 薬院四丁目   | 薬院大通駅前交差点             |
| 福岡市道桜坂小笹線（桜坂山手通り）             | 福岡市   | 中央区   | 桜坂一丁目   | 桜坂駅前交差点                 |
| 国道202号（別府橋通り）                        | 福岡市   | 中央区   | 六本松二丁目 | 六本松交差点                   |
| 福岡県道559号原東警固線（別府橋通り）          | 福岡市   | 中央区   | 六本松二丁目 | 六本松交差点                   |
| 福岡市道大濠東油山線（城南線）                 | 福岡市   | 中央区   | 六本松二丁目 | 草香江交差点、終点             |

## 接続する主な施設
- 博多駅
- 住吉神社
- 柳橋連合市場
- サンセルコ
- 薬院駅
- 薬院大通駅
- 桜坂駅
- 六本松駅
- 福岡市科学館